# Zbawienie

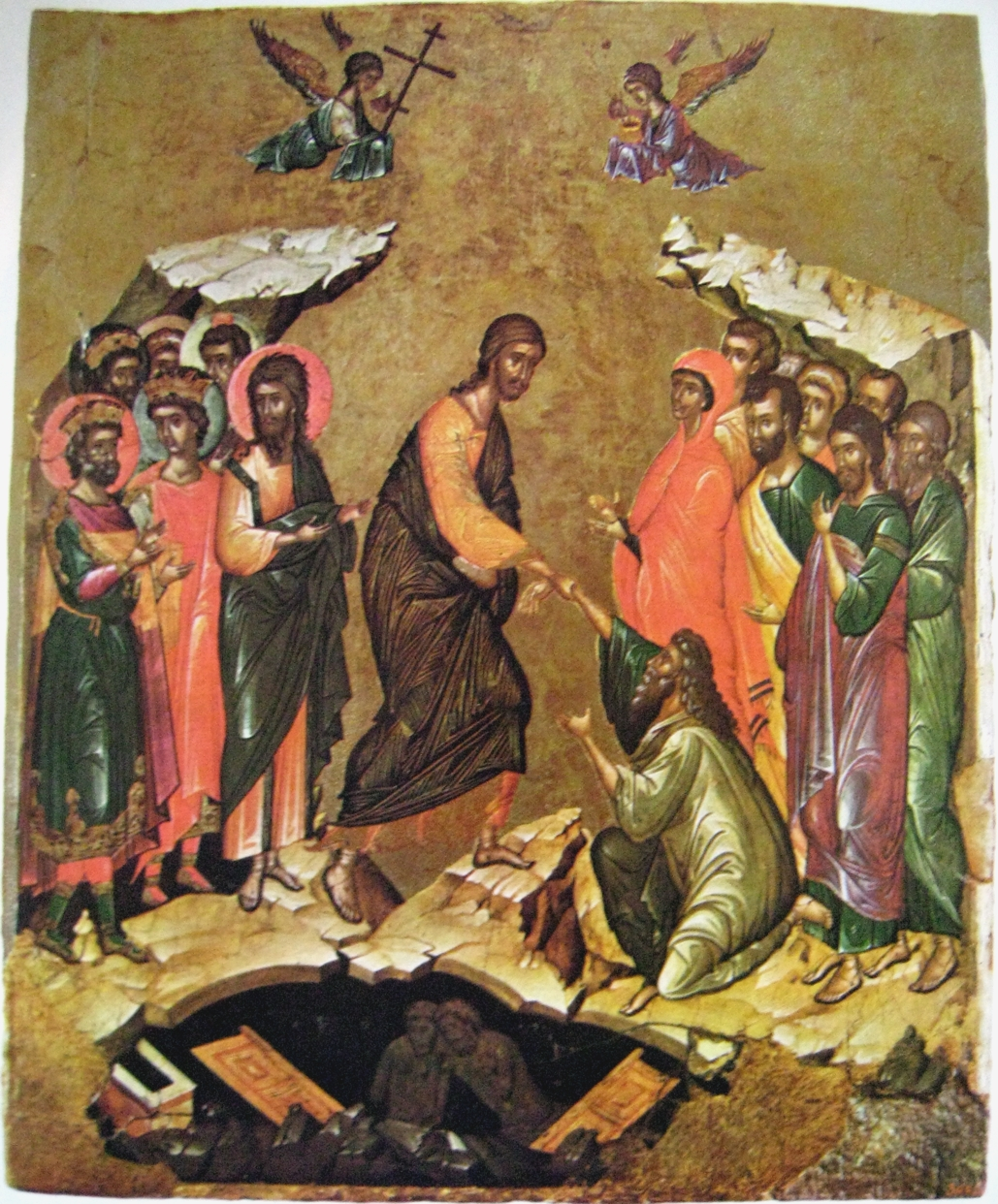
Chrystus Zbawca

Zbawienie – uwolnienie się z niekorzystnego stanu lub okoliczności. Szczególnie istotny w chrześcijaństwie i judaizmie akt wybawienia ludzi przez Boga.

## Judaizm
W Starym Testamencie (zob. Księga Jeremiasza 14:8) oznaczało ono nie tylko wybawienie duchowe, ale również dzieło zbawienia przez uwolnienie Izraelitów z niewoli egipskiej, a potem także wyzwolenie od okupacji najeźdźców, np. niewola babilońska albo hellenizacja Judy. Zbawienie dla Żydów związane było zawsze z osobą Mesjasza.

## Chrześcijaństwo
Dział teologii, którego przedmiotem jest zbawienie, nazywa się soteriologią.

### Katolicyzm

#### Pojęcia ogólne
Zbawienie jest stanem, w którym Bóg za sprawą Jezusa przywraca człowieka ze stanu grzechu i śmierci do stanu jedności ze sobą i życia wiecznego.
Zbawienie jest łaską. Oznacza to, że Bóg udziela zbawienia jako daru niezwiązanego z żadną zasługą. Jednak przyjęcie zbawienia zależne jest od wolnej woli człowieka i od łaski.
Zbawienie jest dziełem Trójcy jako Boga. Co Ojciec przewidział, Syn wykonał. Duch Święty natomiast umacnia człowieka do trwania w zbawczej łasce uświęcającej.
Jedynym Zbawicielem jest Jezus Chrystus, który będąc jednocześnie i Bogiem, i człowiekiem, jako pierwszy zmartwychwstał po swojej dobrowolnej śmierci za wszystkich ludzi. Z tego powodu zbawienie jest ściśle związane z odkupieniem i usprawiedliwieniem.
Po upadku Adama Bóg jako stworzyciel znał następstwa, które miały przywrócić człowieka do jedności (komunii) z nim. Ten przewidujący plan nazywany jest ekonomią zbawienia i obejmuje przede wszystkim: wcielenie, ukrzyżowanie Syna Bożego, jego zmartwychwstanie i powołanie Kościoła, dzięki któremu zbawienie może być dostępne wszystkim.
Chrzest jest konieczny do zbawienia. Przez chrzest bowiem Bóg w sposób trwały uzdalnia człowieka do jedności ze sobą. Nie oznacza to jednak, że niewyznający Jezusa nie mogą być zbawieni. Zbawienie jest przecież łaską i miłosierdziem.

#### Jezus Chrystus
Jezus Chrystus jako Syn Boży zbawiający świat został przewidziany w ekonomii zbawienia. Wiara w to towarzyszyła chrześcijaństwu od samego początku i w przeciwieństwie do innych elementów doktryny nie podlegała żadnej poważnej dyskusji. Samo imię Jezus oznacza z hebrajskiego (ישוע, ישו – Joszue) Jahwe zbawieniem. Choć imię to było popularne w ówczesnym Izraelu, miało w tym wypadku dodatkową symbolikę, która podkreślana jest w Nowym Testamencie. Chrystus jest określeniem pochodzącym z greki (χριστός) i oznacza Pomazańca Bożego jako szczególnego wybrańca, który ma wybawić. W tym kontekście wybawieniem jest uwolnienie od grzechu.

#### Historia doktryny
Wiara w Jezusa jako Zbawiciela była na przestrzeni wieków raczej potwierdzana niż kwestionowana. Przedstawione dokumenty nauczania Kościoła należą do najważniejszych wypowiedzi doktrynalnych.
- Sobór nicejski I (325) – Wyznanie wiary – pierwsza kodyfikacja wyznania w historii Kościoła. Zawierało doktrynę o Jezusie jako Zbawicielu.
- XIX Sobór trydencki (1547) – Dekret o usprawiedliwieniu – Najważniejszy dekret soboru. W całości systematyzuje doktrynę o grzechu pierworodnym i o zbawczym dziele Chrystusa.
- Dominus Iesus (2000) – Deklaracja Kongregacji Nauki Wiary o jedyności i powszechności zbawczej Jezusa Chrystusa i Kościoła.

### Protestantyzm
W protestantyzmie obowiązuje w pojmowaniu zbawienia zasada: sola gratia.
W teologii protestanckiej wyróżnia się trzy podstawowe kierunki odnoszące się do uzyskania zbawienia:
- Arminianizm (wyznawany przez większość Kościołów)
- Predestynacja (wyznawany przez kalwinistów oraz w mniejszym stopniu luteran)
- Predestynarianizm (wyznawany przez radykalne Kościoły reformowane)

Nauczanie o tym, że zbawienie jest darem łaski Bożej dostępnym przez wiarę, jest podstawowym przekonaniem protestantów dotyczącym natury zbawienia.
Historycznie wiążą się z nimi następujące ważne pojęcia i zasady: sola fide (tylko wiara), sola gratia (tylko łaska), solus Christus (tylko Chrystus), iustificatio impii (usprawiedliwienie grzeszników), simul iustus et pecctator (jednocześnie sprawiedliwy i grzesznik), sola fide numquam sola (sama wiara, ale nie sama) i kilka innych.

### Prawosławie
Prawosławie rozumie zbawienie nie jako zbawienie jednostek, ale jako zbawienie wspólnoty wiernych, operując przy tym pojęciem przebóstwienia. Istnieją także poglądy, że Chrystus nie jest zbawicielem jedynie ludzi, ale też całej natury, która jako natura corrupta także upadła na skutek grzechu pierworodnego.

### Świadkowie Jehowy
Świadkowie Jehowy wierzą, że Jehowa Bóg, poprzez swego Syna, Jezusa Chrystusa, który oddał swoje życie w ofierze za nasze grzechy, zapewni wszystkim prawdziwym chrześcijanom wybawienie z teraźniejszego, niegodziwego świata oraz wyzwolenie z niewoli grzechu i śmierci. Oprócz wiedzy z Biblii, do zbawienia konieczne jest również okazanie skruchy i bycie ochrzczonym. Uważają, że Biblia nie popiera poglądu „raz zbawiony, na zawsze zbawiony”. Osoba mająca nadzieję na wybawienie, może stracić wiarę – prowadząca do możliwości wybawienia. Pielęgnowanie wiary wymaga ciągłego wysiłku.

### Kościół Jezusa Chrystusa Świętych w Dniach Ostatnich
Plan zbawienia Kościoła mormonów (Kościół Jezusa Chrystusa Świętych w Dniach Ostatnich).

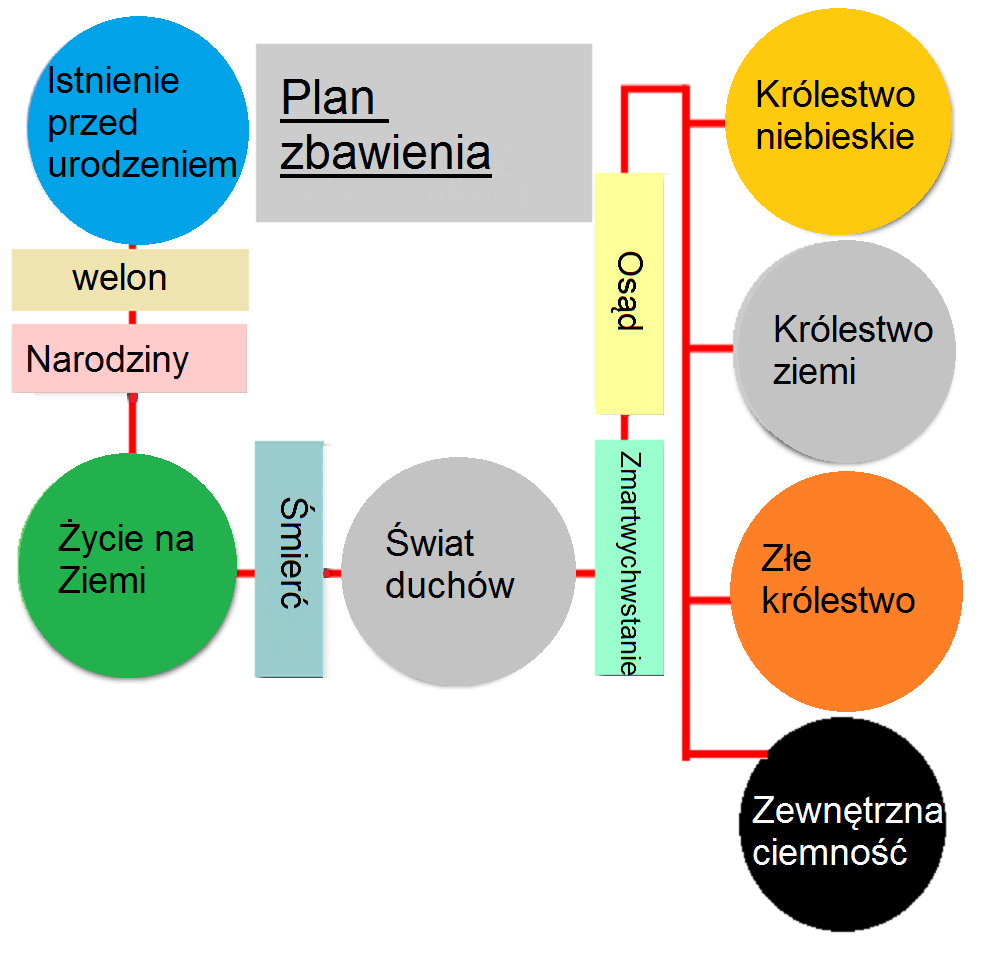
Plan zbawienia Kościoła mormonów

## Zbawienie w innych kulturach
- Istnieje przekonanie, że etymologicznym odpowiednikiem chrześcijańskiego zbawienia we wszystkich nurtach hinduizmu jest moksza lub oświecenie. Nie jest to jednak prawdziwe, przede wszystkim dlatego, że są takie nurty, gdzie nie wymaga to pojęcia boga. Próba zrównania oświecenia znanego tzw. „religiom Wschodu” ze zbawieniem religii chrześcijańskich jest obecna w tzw. „new age”. Synkretyzm jednak jest zbyt daleko idący i niezgodny z nauczaniem tych religii.
- W starożytnej Grecji mianem wybawiciela (soter) określano bogów i władców – nie miano tu na myśli zbawienia świata, ale ocalenie kraju i miasta, za które często oddawano cześć boską.